# Forts de Taku
Les Forts de Taku (Sinogramme simplifié : 大沽炮台 ; Pinyin : Dàgū Pàotái), également appelés Forts Peiho (Sinogramme simplifié : 白河碉堡 ; Pinyin : Báihé Diāobǎo) sont des forts situés dans l'estuaire de la rivière Hai He, dans le district de Tanggu à Tianjin en République populaire de Chine. Ils sont situés à environ 60 km au sud-est de la zone urbaine du centre-ville de Tianjin, dans une zone industrielle portuaire.

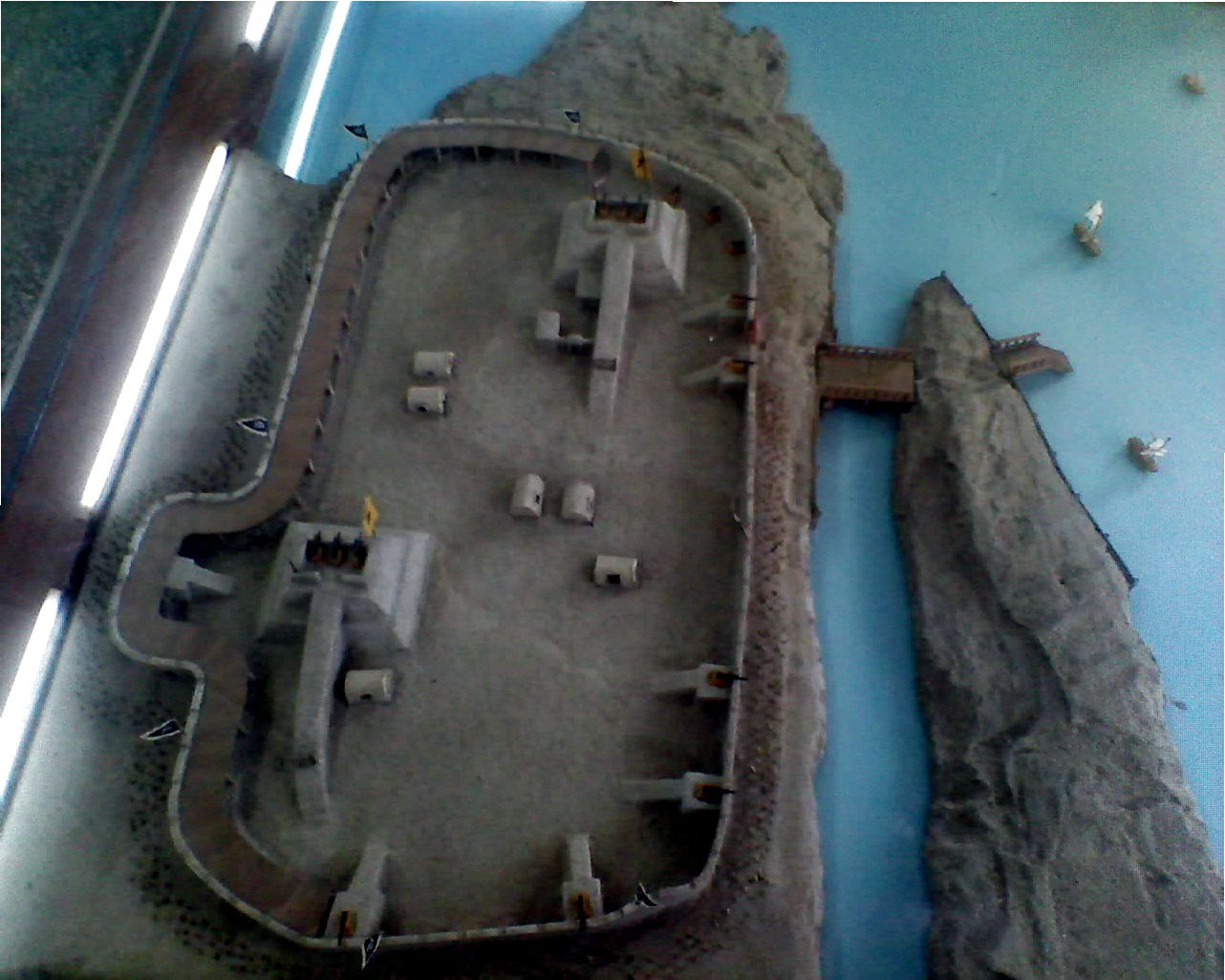
Maquette du premier fort de Taku au Musée du fort de Taku.

## Histoire
Le premier fort est construit pendant le règne de l'empereur Ming Jiajing, entre 1522 et 1527. Son but est de protéger Tianjin des invasions étrangères. Il est agrandi durant les guerres de l'opium et cinq forts plus grands et vingt petits sont également construits.

### Seconde guerre de l'opium

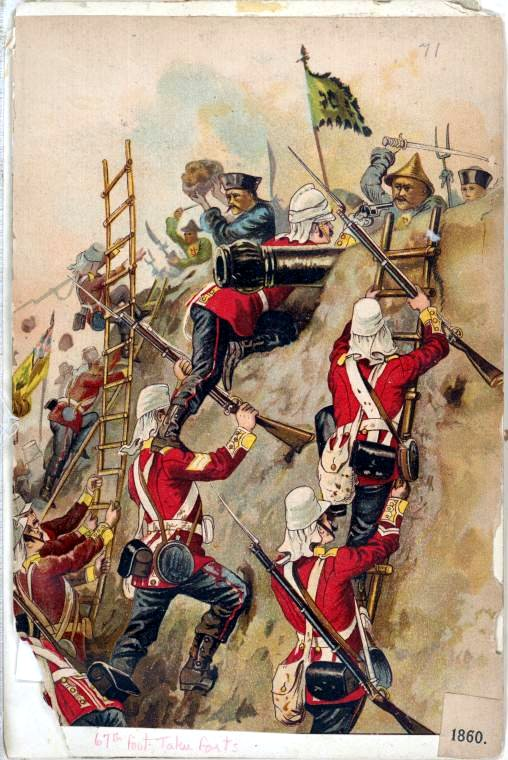
Britanniques prenant un fort de Taku.

En 1856, les soldats chinois prennent d'assaut le bateau La Flèche, un navire chinois enregistré à Hong Kong arborant le drapeau britannique et suspecté de piraterie, contrebande et commerce d'opium. Ils capturent douze hommes et les emprisonnent. Les Britanniques et les Français envoient donc des canonnières sous les ordres de l'amiral Michael Seymour pour capturer les forts de Taku en mai 1858. Ce sera la première bataille des forts de Taku. Au mois de juin de la même année, à la fin de la première partie de la seconde guerre de l'opium, le Traité de Tianjin est signé et ouvre la ville au commerce étranger.
En 1859, la Chine refuse de permettre l'implantation de légations à Pékin. Une force navale sous le commandement de l'amiral britannique James Hope attaque donc une nouvelle fois les forts de Taku, qui gardent l'entrée de la rivière Hai He. Au cours de l'attaque, le Commodore Josiah Tattnall vient au secours de la canonnière britannique HMS Plover, offrant d'évacuer ses blessés. Le commandant du Plover, Hope, accepte l'offre et ordonne l'évacuation des blessés. Plus tard, Tattnall découvre que certains de ses hommes sont noircis par des bouffées de poudre. Lorsqu'il demande, les hommes répondent que les Britanniques sont depuis peu équipés d'armes à feu[Quoi ?]. Son fameux rapport adressé à Washington affirme que « Le sang est plus épais que l'eau ». Il s'agit de la première fois que les troupes britanniques demandent l'aide américaine après avoir subi d'importantes pertes du fait des tirs de barrage des canons Taku, et la première fois que les troupes britanniques et américaines combattent côte à côte.
En 1860, une force anglo-française se réunit à Hong Kong, puis effectue un débarquement à Beitang, dans le district de Tanggu le 1er août. Elle lance une attaque réussie sur les forts de Taku le 21 août. Les forts sont sérieusement endommagés et les troupes du général Sengge Rinchen sont contraintes de se retirer. Le 26 septembre, la force arrive à Pékin et capture la ville le 13 octobre.

### Soldats et marins  ayant pris part aux attaques des forts de Taku
- Nathaniel Burslem -  21 août 1860
- Andrew Fitzgibbon -  21 août 1860
- Thomas Lane - 21 août 1860
- John McDougall (VC) - 21 août 1860
- Robert Montresor Rogers - 21 août 1860
- Edward Hobart Seymour - 21 août 1860
- John Worthy Chaplin - 21 août 1860
- Armand Besnard - 21 août 1860
- Charles Hervé Giraud- Chirurgien en 1860

### Révolte des Boxers

Plan du fort sud durant la bataille de 1900.

La plupart des forts sont démantelés après la Quatrième bataille des forts de Taku en juin 1900, qui vient à bout de la révolte locale des Boxers qui terrorisent la population de Tien-Tsin et massacrent les chrétiens. Les forces marines des Alliés, notamment celles du vice-amiral Bendemann débarquent le 16 juin 1900. Elles sont commandées par le vice-amiral russe Hildebrandt.
Aujourd'hui, il ne reste que deux forts, un sur le rivage sud et l'autre sur le rivage nord de la rivière Hai He. Le fort de Dagu (au sud) a été restauré en 1988 et ouvert au public en juin 1997. L'ensablement l'a laissé assez éloigné du rivage moderne. Sa restauration n'a pas consisté à lui redonner l'apparence qu'il avait quand il était actif (voir la photo de 1860), mais simplement à évoquer son utilisation première, en replaçant un certain nombre de canons dans les embrasures reconstruites.

## Galerie photographique

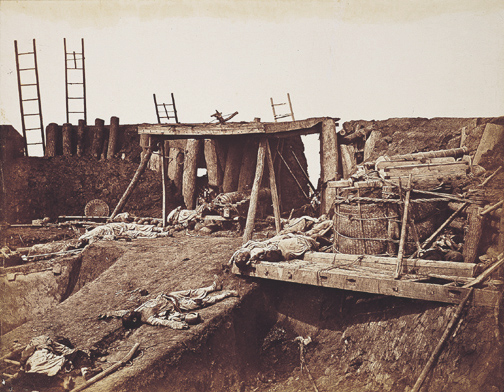
Intérieur du fort de l'angle nord juste après sa capture, le 21 août 1860.
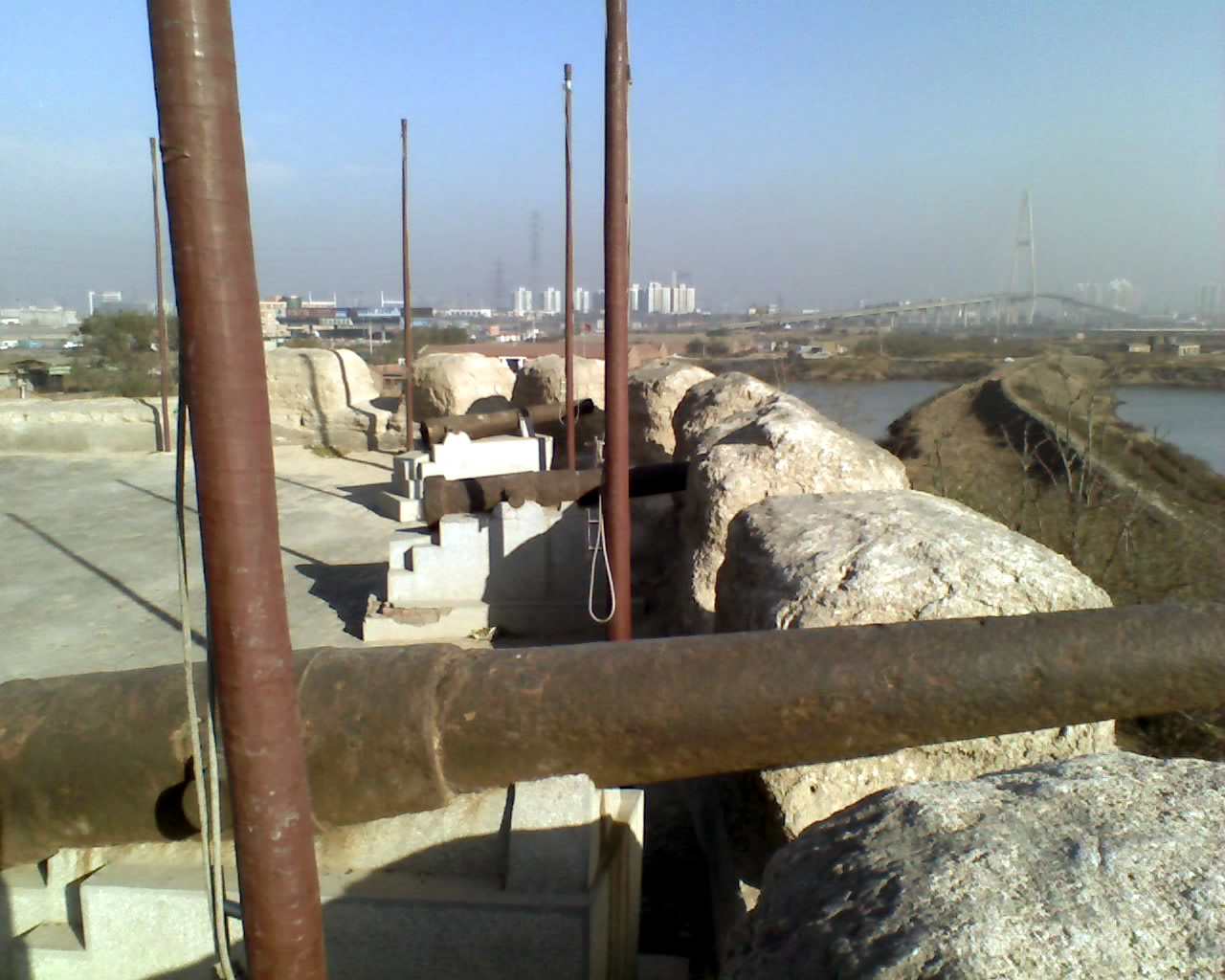
Vue de la plate-forme nord de la batterie de tir (2006). Tanggu moderne en arrière-plan.
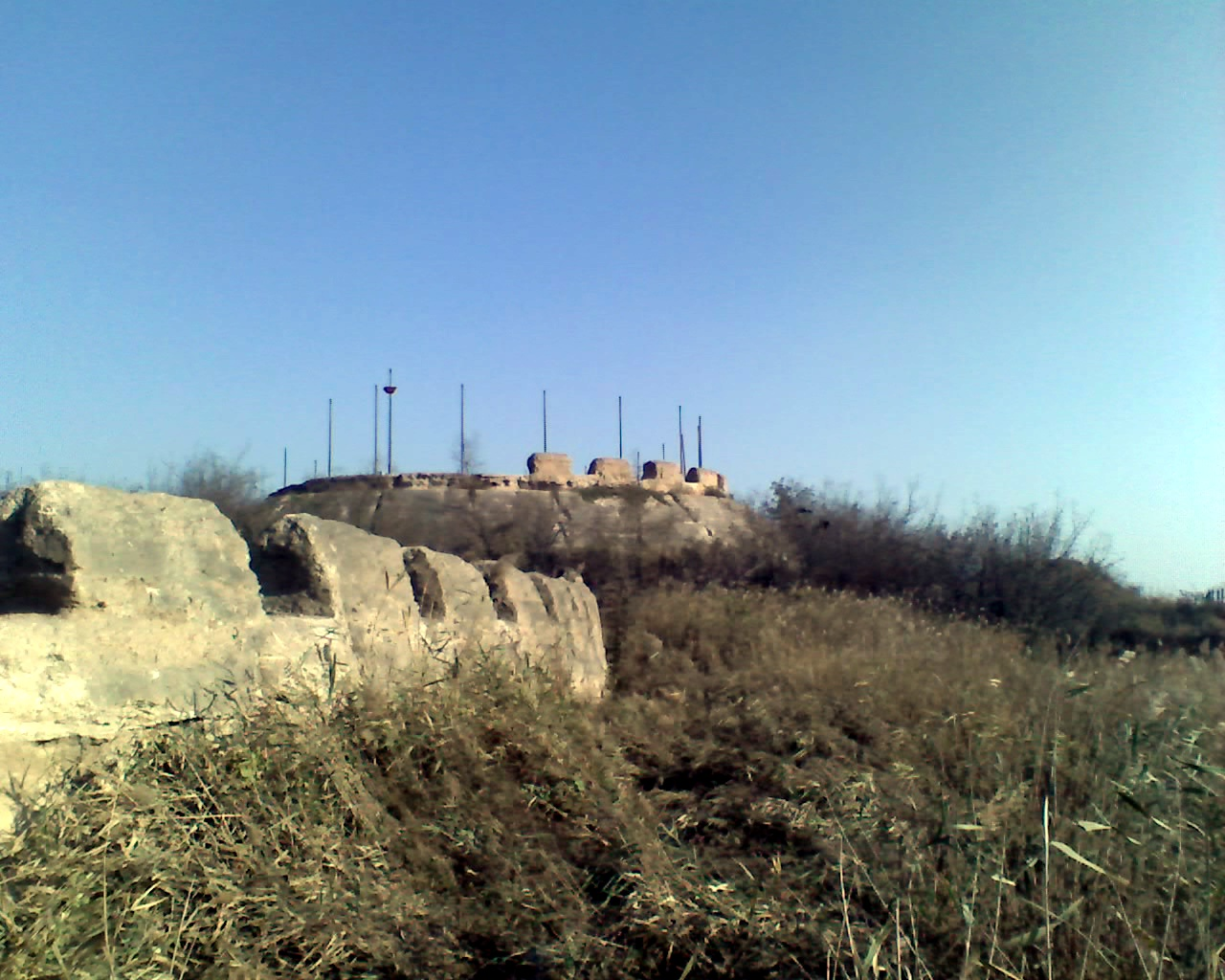
Vue de la plate-forme des canons depuis l'extérieur de l'ouvrage défensif.
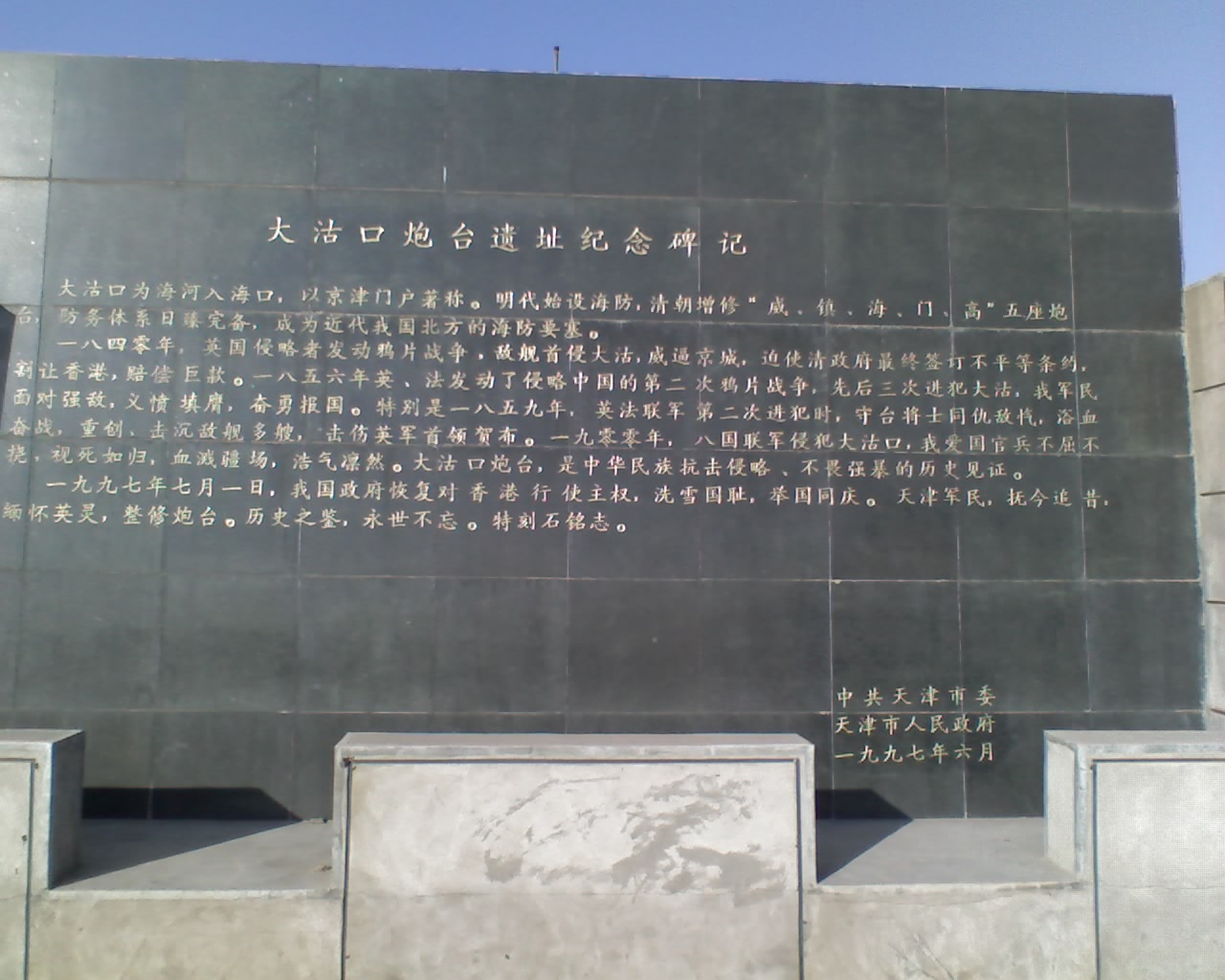
Plaque commémorative du Musée du fort Taku.